# Хасынское угольное месторождение
Хасы́нское месторожде́ние — месторождение каменного угля в Магаданской области России. Расположено в среднем течении реки Хасын.
Состоит из трёх участков: Северный, Южный и Красавинский. Северный участок расположен на правом берегу реки и примыкает непосредственно к посёлку Хасын, Южный и Красавинский участки находятся по левому берегу, примерно в двух километрах от реки.
Месторождение открыто в 1930 г. Дзевановским Ю. К. и Цареградским В. А., возглавлявшим Вторую Колымскую экспедицию Геолкома. В 1932 г. район месторождения обследовала Арманская геолого-поисковая партия Колымской базы ГГРУ, а в 1932 году работы продолжила Нагаевская партия «Дальгеолтреста». Из-за высокой зольности угля, месторождение было признано непромышленным. Однако, необходимость снабжения топливом строящийся Магадан, привела к тому, что в 1938 году была организована Хасынская геологоразведочная партия, которая приступила к разведке месторождения, и в 1939 году на нём началась добыча угля. Эксплуатация месторождения продолжалась до конца 1950-х, выработано только частично.